# Agave Linea
L'Agave Linea è una struttura geologica della superficie di Europa.